# Пятьдесят копеек (банкнота Беларуси)
Пятьдеся́т копе́ек (бел. Пяцьдзясят капеек) — номинал банкноты, использовавшейся в Беларуси с 1992 по 2001 год.

## История
Банкнота была введена в обращение 25 мая 1992 года. Выведена из обращения 1 января 2001 года.

## Характеристика
50 копеек образца 1992 года не имеют на банкнотах обозначения ни серии, ни номера купюры.

### Лицевая сторона
На лицевой стороне размещено изображение белки. В верхней правой части банкноты указан номинал «ПЯЦЬДЗЕСЯТ КАПЕЕК», под надписью размещено число «50». В левой нижней части банкноты внутри помещено обозначение номинала в две строки «50 КАПЕЕК». В нижней части банкноты проходит узорная кайма, обрамлённая защитными надписями в 3 строки сверху и снизу «РЭСПУБЛІКАБЕЛАРУСЬ», выполненными мелким шрифтом.

### Оборотная сторона
В центре оборотной стороны, внутри размещён государственный герб Погоня, являвшийся гербом Беларуси с 1991 по 1995 год. По бокам от узорной виньетки размещено 2 овала, внутри которых указан номинал в две строки «50 КАПЕЕК». В верхней части банкноты через всё поле проходит узорная кайма, в нижней части проходят 2-е узорные каймы, между которыми размещается надпись «РАЗЛІКОВЫ БІЛЕТ НАЦЫЯНАЛЬНАГА БАНКА БЕЛАРУСІ». В правой нижней части обозначен год — «1992». В верхней правой части надпись мелкими буквами «ПАДРОБКА РАЗЛІКОВЫХ БІЛЕТАЎ НАЦЫЯНАЛЬНАГА БАНКА БЕЛАРУСІ ПРАСЛЕДУЕЦЦА ПА ЗАКОНУ».